# Mariela Scarone
Mariela Carla Scarone (n. el 4 d'octubre de 1986 a Buenos Aires) és una jugadora argentina d'hoquei sobre gespa. Actualment s'exerceix com a migcampista en el Club Ciutat de Buenos Aires i en la Selecció argentina. Becada per la Secretaria d'Esports de la Nació.

## Trajectòria
Mariela va començar a jugar hoquei als cinc anys en el club Comunicacions al costat d'una de les seves germanes, fins que ambdues es van mudar al club Arquitectura. Allí va realitzar gran part de les divisions inferiors, fins que el 2003 va recalar en el club Ciutat de Buenos Aires, on s'exerceix fins a l'actualitat.
Al començament de l'any 2009 va debutar en la selecció del seu país, en un partit amistós enfront de Estats Units. Des de llavors és convocada de forma regular pels entrenadors de les Lleones, en els quals va aconseguir conquistar diversos títols, inclòs el Campionat Mundial 2010, quatre Champions Trophy (2009, 2010, 2012, 2014), medalla de plata en el Champions Trophy 2011, medalla de plata en els Jocs Panamericans de 2011 i en els Jocs Olímpics de Londres 2012, medalla d'or en la Copa Panamericana 2013 disputada a la ciutat de Mendoza, Argentina i medalla de bronze en el Campionat Mundial 2014.

## Vida personal
Mariela viu al barri de Vila Devoto de la Ciutat de Buenos Aires amb la seva família. Estudia professorat en educació física alternant la seva carrera com a jugadora d'hoquei.
El 2011, un col·legi va nomenar una escola d'hoquei en el seu honor.

## Títols

### Selecció Argentina
- 2009- Medalla d'or al Champions Trophy (Sydney, Austràlia).[3]
- 2010- Medalla d'or al Champions Trophy (Nottingham, Anglaterra).[5]
- 2010- Medalla d'or al Campionat Mundial (Rosario, Argentina).[6]
- 2011- Medalla de plata al Champions Trophy (Amsterdam, Països Baixos).[6]
- 2011- Medalla de plata als Jocs Panamericans de 2011 (Guadalajara, Mèxic).[7]
- 2012- Medalla d'or al Champions Trophy (Rosario, Argentina).[8]
- 2012- Medalla de plata als Jocs Olímpics de Londres 2012.[8]
- 2013- Medalla d'or en la Copa Panamericana (Mendoza, Argentina).
- 2014- Medalla de bronze en la Campionat Mundial (la Haia, Països Baixos).
- 2014- Medalla d'or al Champions Trophy (Mendoza, Argentina).